# Sentier de grande randonnée 1
Le sentier de grande randonnée 1 (GR 1) fait le grand tour de Paris. C'est pourquoi il est appelé Tour de l'Île-de-France par la Fédération française de la randonnée pédestre (anciennement "Tour de Paris").
À partir de 1947 ses premiers tronçons furent balisés par l'ancêtre de la Fédération française de la randonnée pédestre, le Comité national des sentiers de grande randonnée, animé par Jean Loiseau. Ainsi il est, avec notamment les premiers tronçons du GR 3 inaugurés dans la même année, le GR balisé le plus ancien de toute la France.
Son balisage donna lieu à une « saine émulation » entre les diverses associations membres du Comité.

## Itinéraire

### Porte Maillot
Le GR 1 commence à la Porte Maillot à Paris.

### Du bois de Boulogne à la forêt de Marly
Il traverse le bois de Boulogne, contourne l'hippodrome de Longchamp, traverse la Seine par la passerelle de l'Avre (construite par Gustave Eiffel) et entre dans Saint-Cloud.
Il traverse ensuite le parc de Saint-Cloud et en ressort à Marnes-la-Coquette.
Il rejoint ensuite Vaucresson, puis La Celle-Saint-Cloud, le haut de Louveciennes, le bout du parc de Marly pour s'enfoncer dans la forêt de Marly, qu'il traverse de part en part.

### De la forêt de Marly à la forêt de Rambouillet
Il traverse ensuite Feucherolles, le petit village de Davron, Thiverval-Grignon et rejoint Neauphle-le-Vieux en zigzaguant dans la campagne par Saint-Germain-de-la-Grange.
Il rejoint ensuite Méré puis Montfort-l'Amaury pour entrer dans la forêt de Rambouillet.
Il en ressort à Gazeran pour traverser Rambouillet, puis replonge dans la forêt de Rambouillet jusqu'à Saint-Arnoult-en-Yvelines.

### De la forêt de Rambouillet à la forêt de Fontainebleau
Il traverse ensuite la forêt de Saint-Arnoult jusqu'à Dourdan et longe la vallée de l'Orge jusqu'à Breuillet.
Il traverse le bois de Baville de Saint-Yon à Boissy-sous-Saint-Yon en passant par Saint-Sulpice-de-Favières, puis Torfou et Lardy.
Il entre alors dans le parc naturel régional du Gâtinais français. Il traverse Janville-sur-Juine, Boissy-le-Cutté, D'Huison-Longueville, Vayres-sur-Essonne, Boutigny-sur-Essonne, Buno-Bonnevaux, fait un crochet par Malesherbes en suivant la vallée de l'Essonne, puis traverse la forêt de Fontainebleau du Vaudoué à Melun.

### De la forêt de Fontainebleau à Crécy-la-Chapelle
Il passe devant le château de Vaux-le-Vicomte, puis à Moisenay, Blandy, Champeaux, Andrezel, Verneuil-l'Étang, Chaumes-en-Brie, Fontenay-Trésigny, Marles-en-Brie, La Houssaye-en-Brie et traverse la forêt de Crécy jusqu'à Crécy-la-Chapelle.

### De Crécy-la-Chapelle à Saint-Mard
Il traverse Bouleurs et Nanteuil-lès-Meaux, puis rejoint la Marne à Meaux.
Il longe sur une courte distance à Meaux et Crégy-lès-Meaux le canal de l'Ourcq qu'il quitte pour se diriger vers l'ouest par Monthyon et Montgé-en-Goële.

### De Saint-Mard à Pontoise
Le GR 1 traverse les forêts d'Ermenonville, de Chantilly, de Carnelle et de l'Isle-Adam, passe à Nesles-la-Vallée, Parmain, Auvers-sur-Oise, Pontoise.

### De Pontoise à Feucherolles
Le sentier parcourt le Vexin français par Épiais-Rhus, Grisy-les-Plâtres, Marines, s'oriente en direction du sud vers Us, Vigny, Tessancourt-sur-Aubette, surplombe la vallée de la Seine dans le bois de l'Hautil, traverse le fleuve par le pont de Triel-Vernouillet et prend une direction sud en passant à l'ouest d'Orgeval et achève la boucle à Feucherolles.